# Église Saint-Jean de Béré
L’église Saint-Jean de Béré (ou officiellement église Saint-Jean-Baptiste de Béré) est une très ancienne église de Châteaubriant, située en dehors du centre historique, près des vestiges du prieuré du faubourg de Béré.
L'église fait l’objet d’un classement au titre des monuments historiques depuis le 26 décembre 1906.

## Histoire

### Origines du faubourg de Béré
Au tout début du XIe siècle, Brient, un seigneur breton, fonde le prieuré Saint-Sauveur de Béré, au sommet d'une colline dominant la Chère, petite rivière tributaire de la Vilaine. Le prieuré dépend de l'abbaye de Marmoutier. Autour du prieuré se forme rapidement un petit village, et sa situation sur les Marches de Bretagne encourage Brient à faire construire un château afin de défendre ses terres.
Ce château, qui donna son nom à la ville de Châteaubriant (« le château de Brient »), n'est pas construit dans le village de Béré mais à deux kilomètres à l'est, sur un éperon rocheux. La future ville de Châteaubriant se construit autour de ce château, mais ce qui est désormais le faubourg de Béré continue à être habité.

### L'église au Moyen Âge
L'église paroissiale Saint-Jean-Baptiste de Béré semble avoir été édifiée sous l'impulsion de Geoffrey (ou Geoffroy) Ier, fils de Brient, dans les années 1060-1080  à côté du prieuré dont elle dépend et proche d'une église Saint-Pierre disparue au cours du Moyen Âge. La paroisse de Béré est l'une des plus anciennes de Loire-Atlantique. Il est possible qu'un édifice plus ancien, datant peut-être de l'époque carolingienne, aie précédé l'édifice du XIe siècle.
De cette époque date la vaste nef, recouverte d'une imposante charpente de chêne.
Au XIIe siècle sont ajoutés le transept et le chœur et en 1222, les deux paroisses de Béré, Saint-Pierre et Saint-Jean-Baptiste, fusionnent. Peu après, l'ancienne église Saint-Pierre est détruite, bien que le prieuré demeure en activité.

### L'église à l'époque moderne
À la fin du XVe siècle ou au tout début du XVIe siècle, un porche est construit devant la porte qui donne sur le côté sud de la nef. Ce porche servait à abriter les réunions du conseil de fabrique, assemblée de clercs et de laïcs chargée de la récolte de fonds nécessaires à l'entretien de l'église.
Un peu plus tard, en 1538, le mur surmontant la porte sud fut percé pour laisser place à une grande baie vitrée et vers 1664, l'église fut dotée de ses trois grands retables baroques. Ces meubles imposants ont entraîné l'obstruction des vitraux du chœur ; seules les fenêtres latérales, qui n'étaient pas gênées, furent conservées et agrandies.
À la fin du XVIIe siècle, l'église connut d'autres campagnes de travaux, comme en 1678, lorsque fut élevée la sacristie, ou en 1682, quand fut construite la chapelle nord, dite de l'Ecce Homo. L'installation du retable du chœur à la fin du XVIIe siècle ou au début du siècle suivant entraine l’obturation des baies de l'abside. Le 29 décembre 1705, une tempête abat la flèche de la croisée.

### De la Révolution française à l'époque contemporaine
Pendant la Révolution française, l'édifice ne connut pas de dégradations marquantes, mais, abandonné, il faut attendre 1839 pour qu'il soit rendu au culte.
À partir de 1889, l'église connaît sa dernière grande campagne de construction, organisée par l'architecte François Bougoüin. Celui-ci remplace tout d'abord la vieille flèche en charpente, qui avait été endommagée par la grande tempête de 1705, par un clocher en tuffeau surmonté d'une flèche polygonale.
Ensuite, il fait construire une fausse coupole sous le nouveau clocher et fait surélever les pignons du transept. Enfin, il fait rebâtir la sacristie, qui se trouve au sud de la nef, et en fait construire une autre, du côté nord. Une nouvelle galerie qui contourne l'abside relie les deux nouveaux espaces. Les peintures de l'église furent réalisées à la fin des travaux.
Les restaurations récentes ont mis au jour des fragments de décor peint roman.

## Architecture

### Aspect général
L'église Saint-Jean-Baptiste de Béré est un édifice en croix latine construit principalement en schiste, pierre très courante dans la région, le clocher est toutefois construit en tuffeau. Les toitures sont faites en ardoise et tous les pignons sont couverts. Le toit de la nef est à pignon couvert et en demi-croupe tandis que ceux des bras du transept sont à pignon découvert, celui de l'abside et des absidioles est en croupe ronde et celui des sacristies est en croupe.

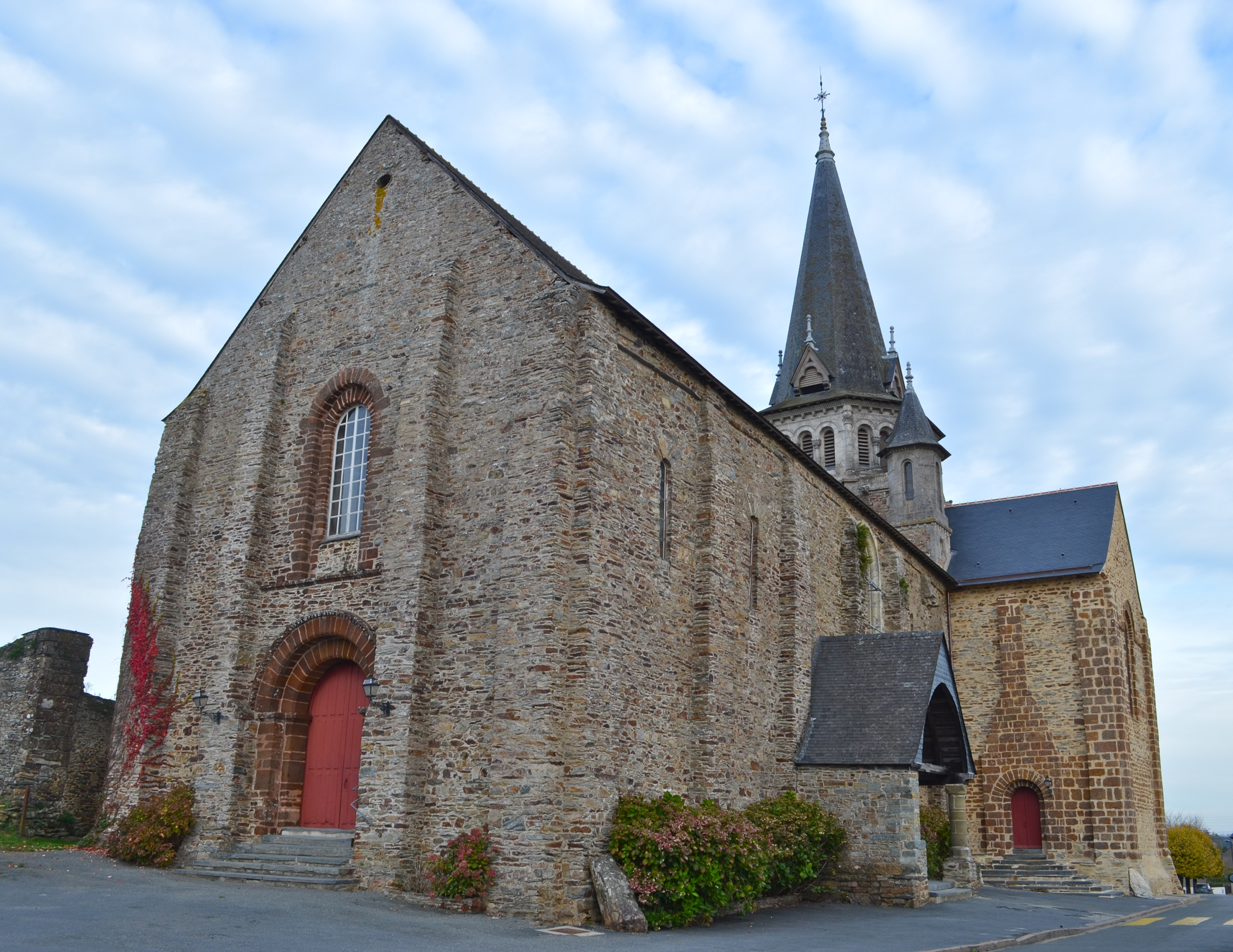
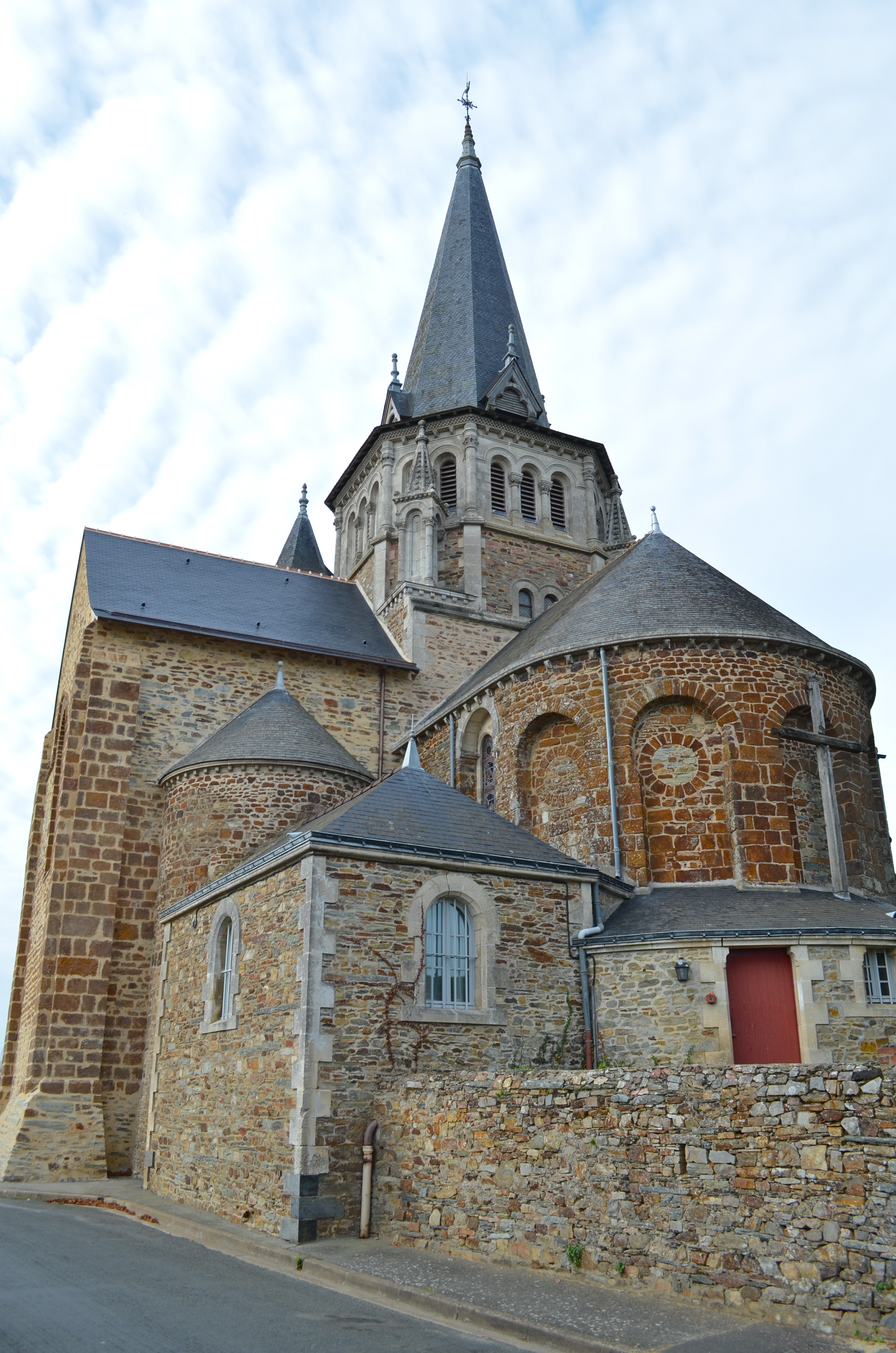
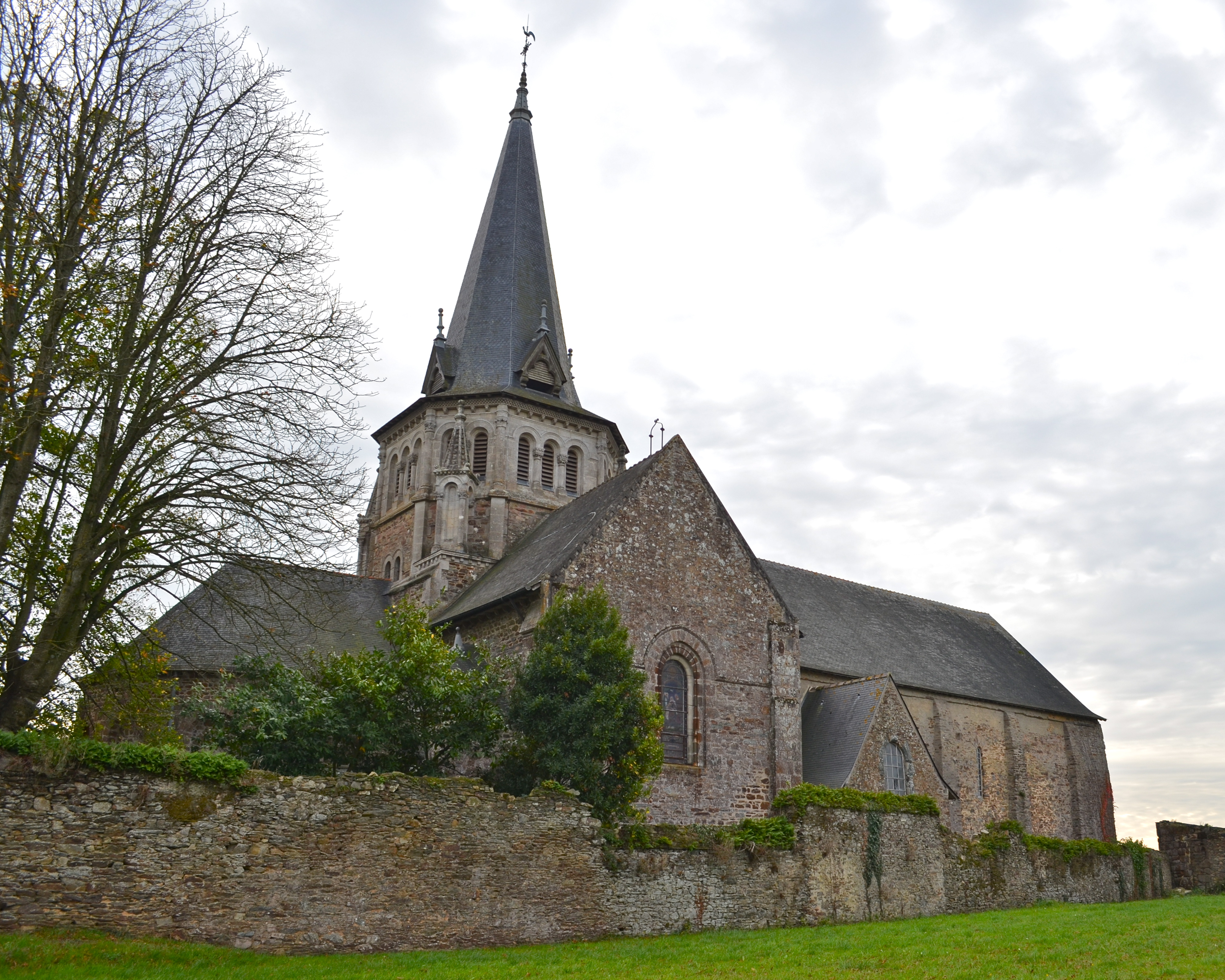

### La nef

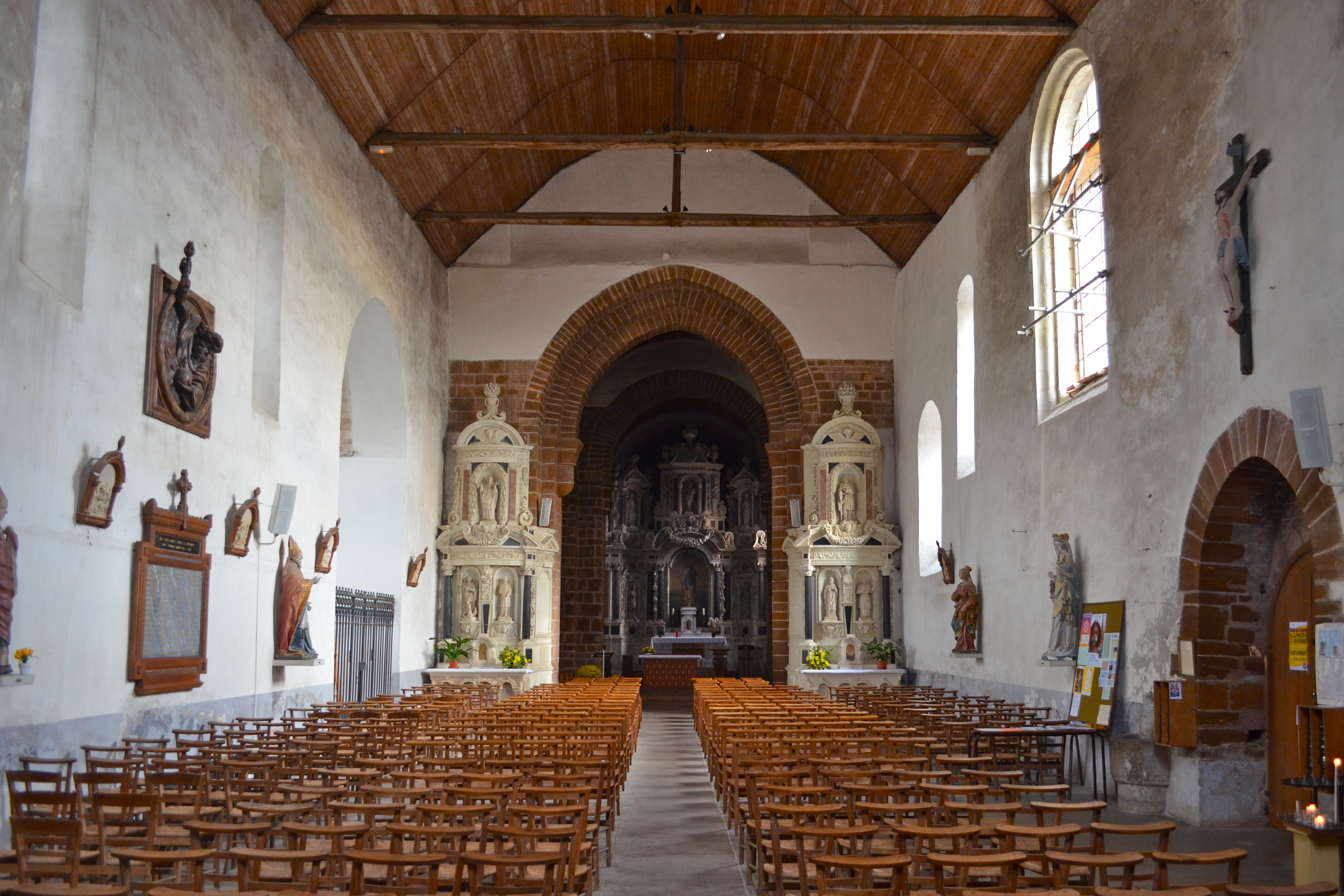
Nef de l'église.

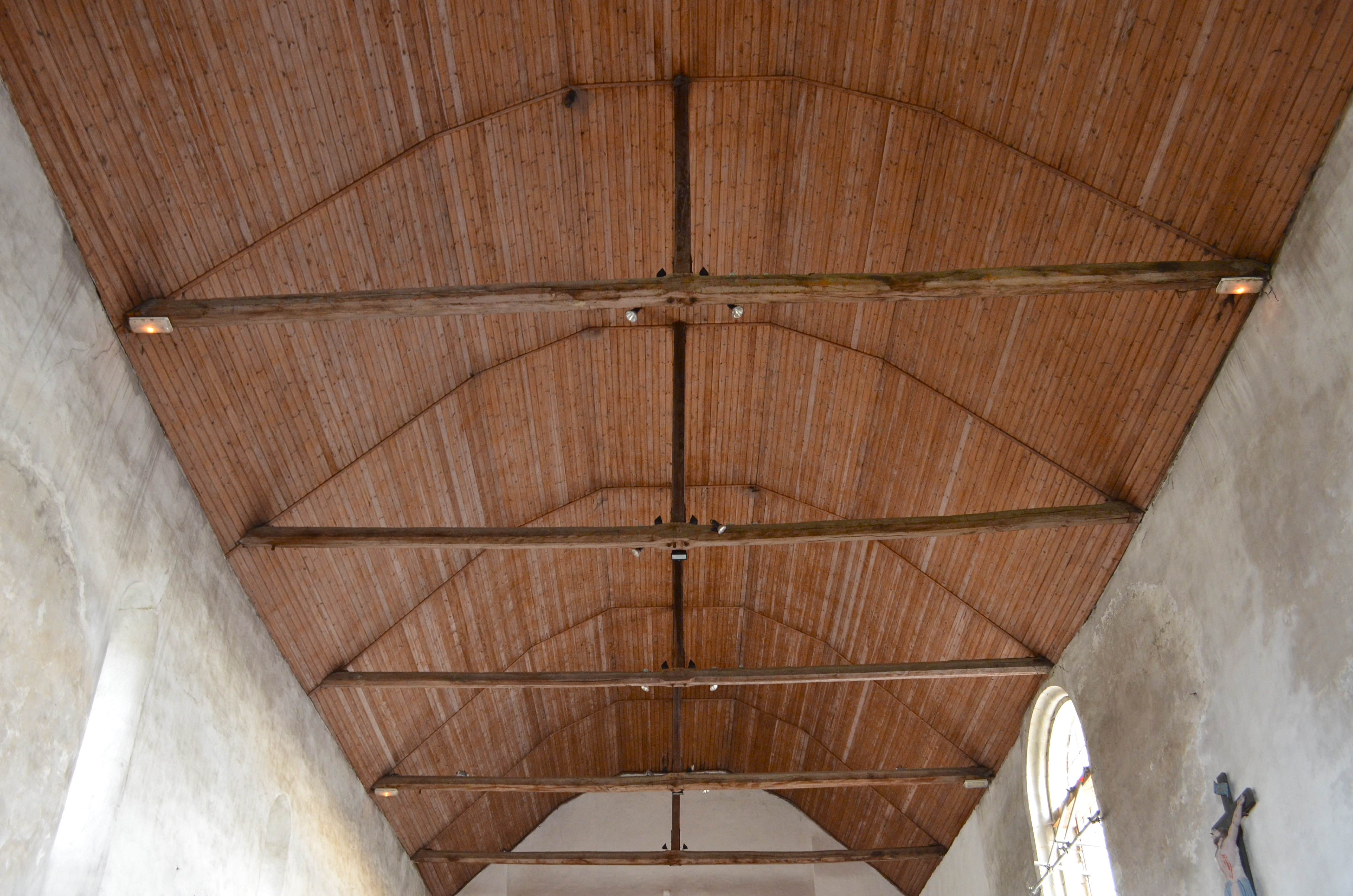
La voûte en berceau.

La façade ouest est épaulée par quatre contreforts, deux aux angles et deux encadrant la porte de plein cintre à double rouleau surmontée d'une baie également de plein cintre à deux archivoltes. Ces contreforts plats se retrouvent sur presque toutes les façades extérieures de l'église. Une autre porte est ouverte sur le côté sud ; elle donne sur un porche lui-même accessible grâce à quelques marches. Intérieurement, la nef est très sobre, ses murs sont percés de quelques baies ouvertes sans réelle symétrie. Elle est couverte d'un lambris en ogive

### La chapelle de l'Ecce Homo
Sur le côté nord de la nef se trouve la chapelle de l'Ecce Homo, réalisée au XVIIe siècle. Elle forme un rectangle régulier, couvert en fausse voûte, sans caractéristiques particulières. Elle abrite désormais les fonts baptismaux, la pierre tombale du Doyen Blais, le placard à reliques représentant Saint Victorien, la cloche de l'église et la reproduction d'un document ancien concernant la donation du site de Béré par Brient et Innogwen aux moines de Marmoutier.

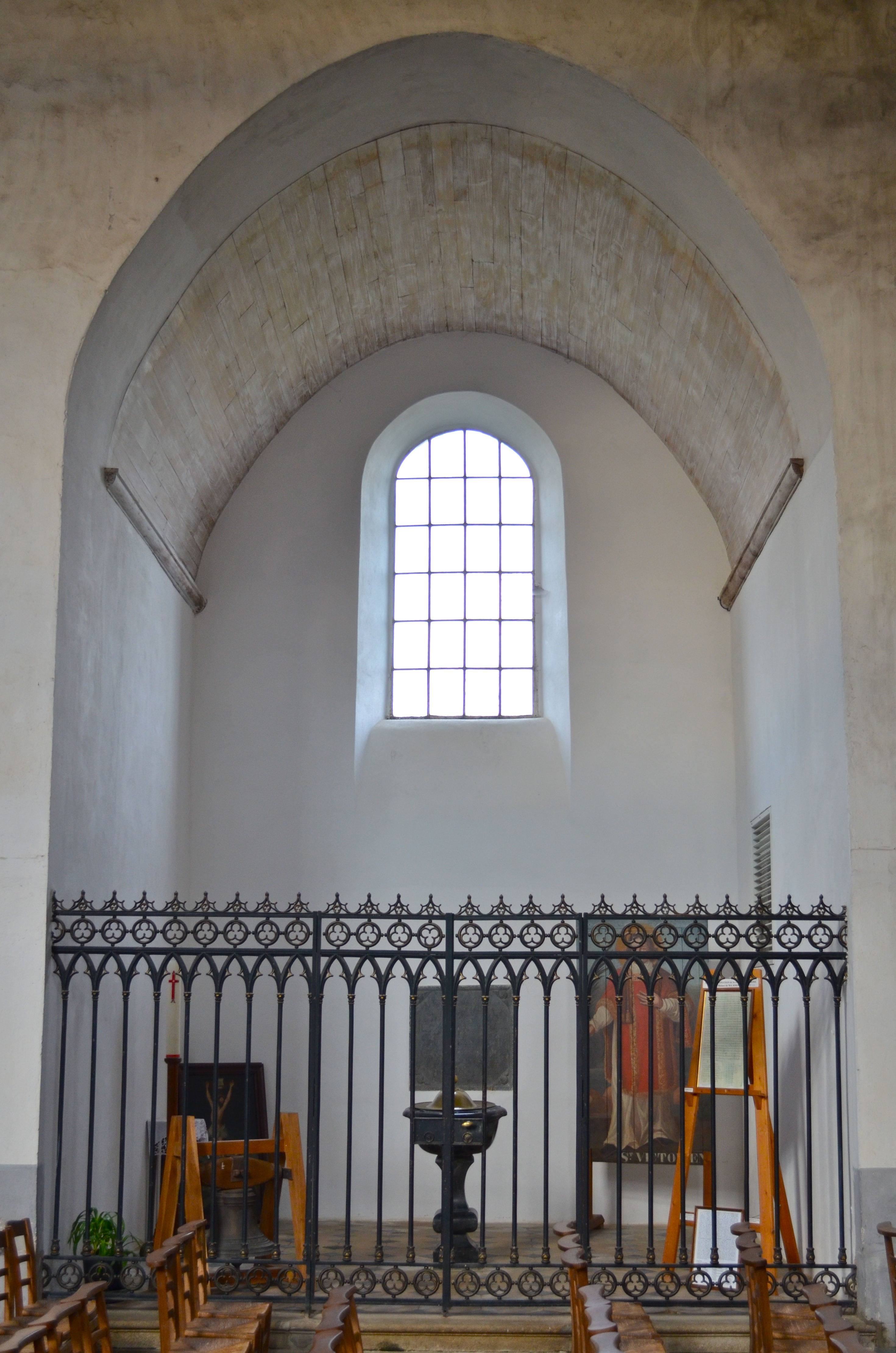
La chapelle vue de la nef.
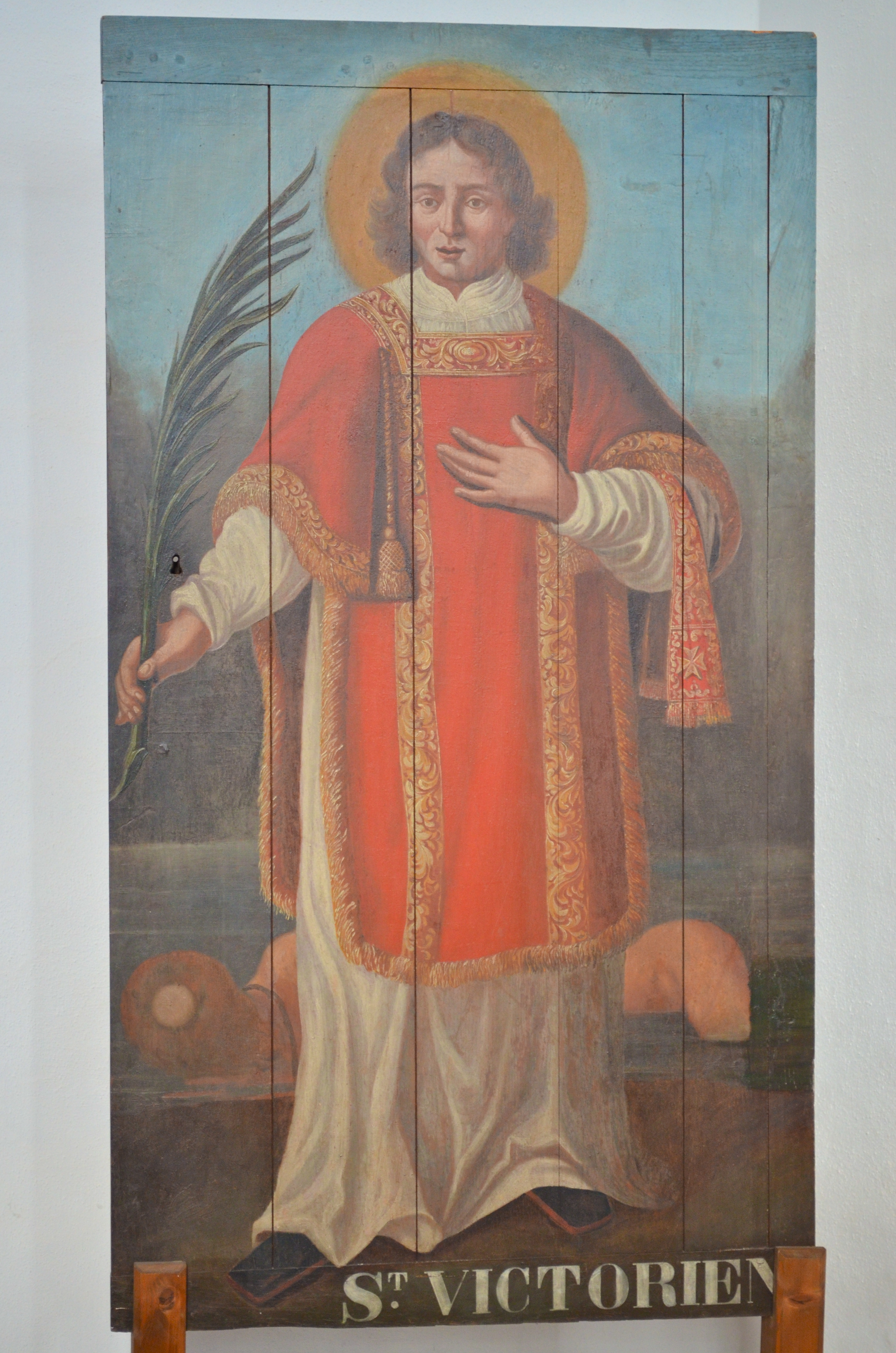
Placard à reliques représentant saint Victorien.
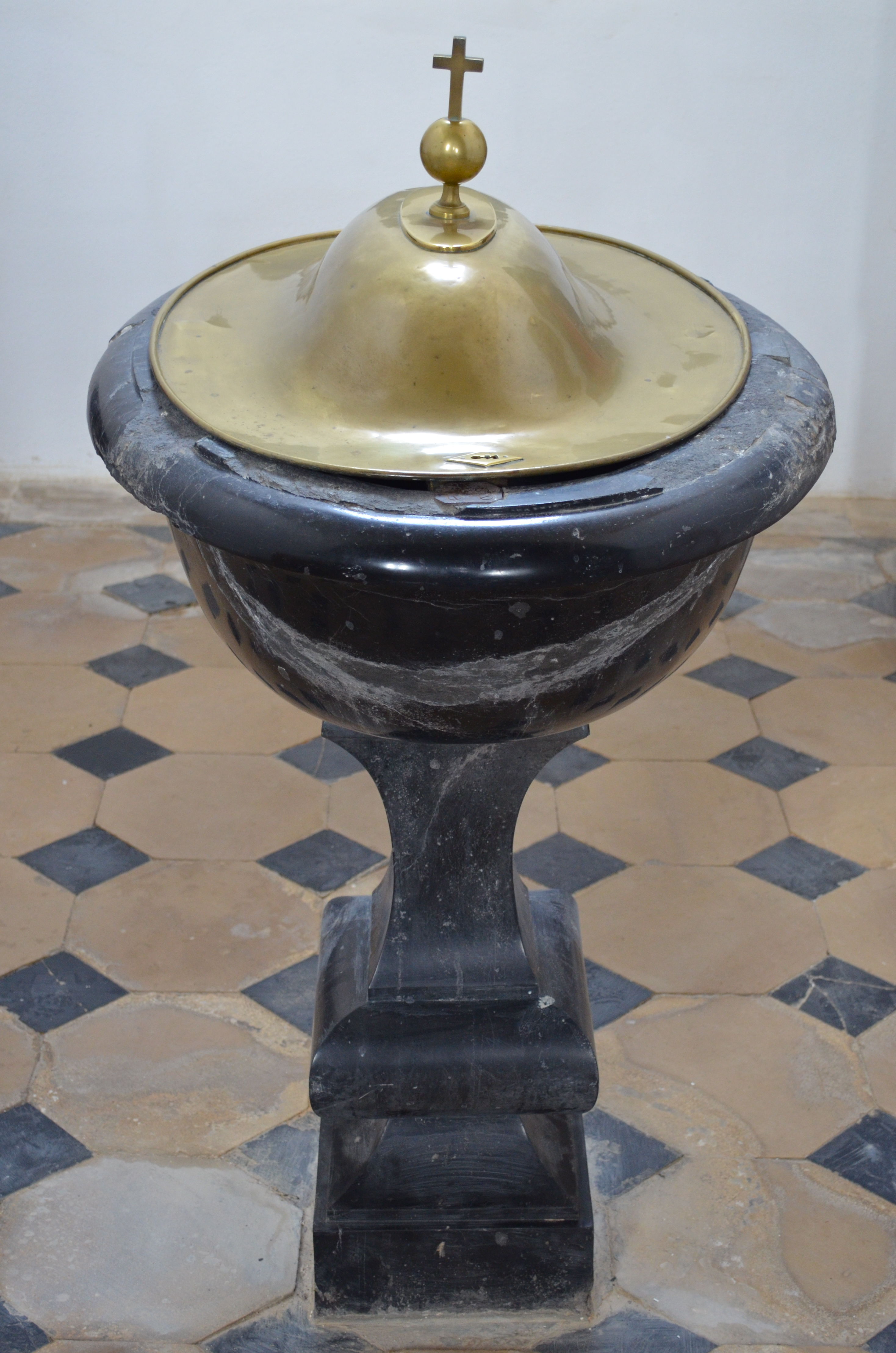
Les fonts baptismaux.
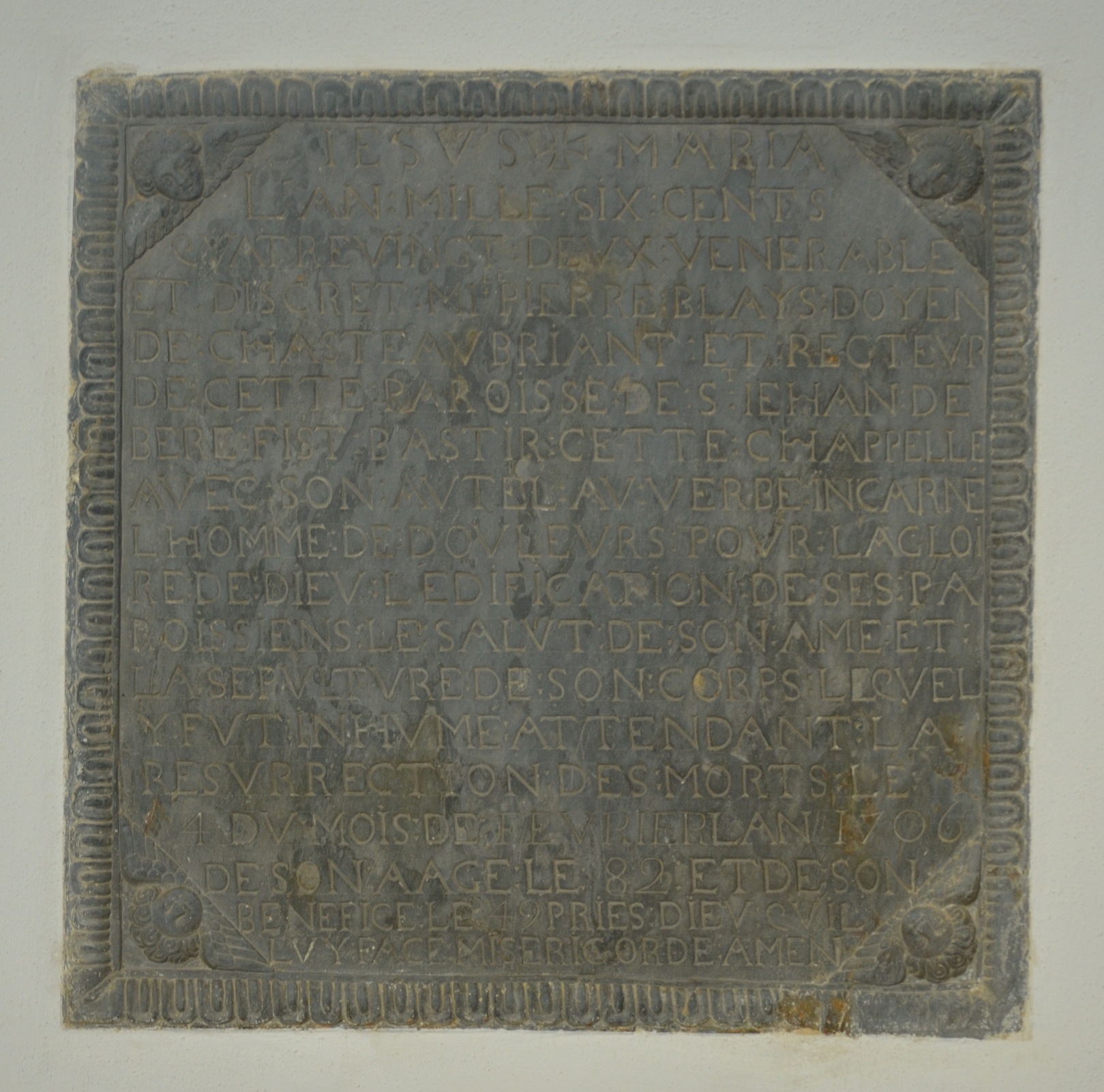
Pierre tombale du Doyen Blays.
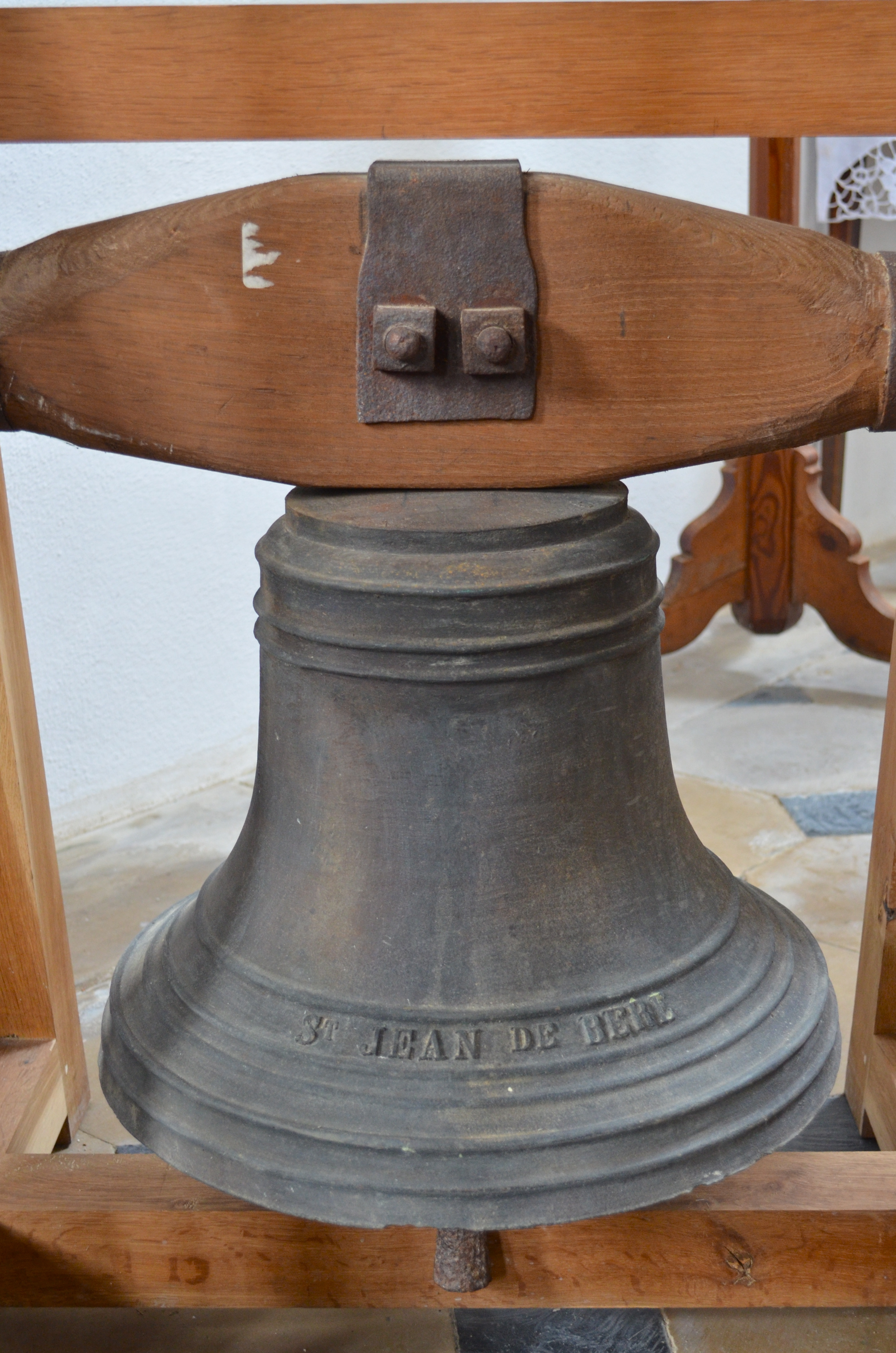
Cloche.

### Le chœur et les sacristies

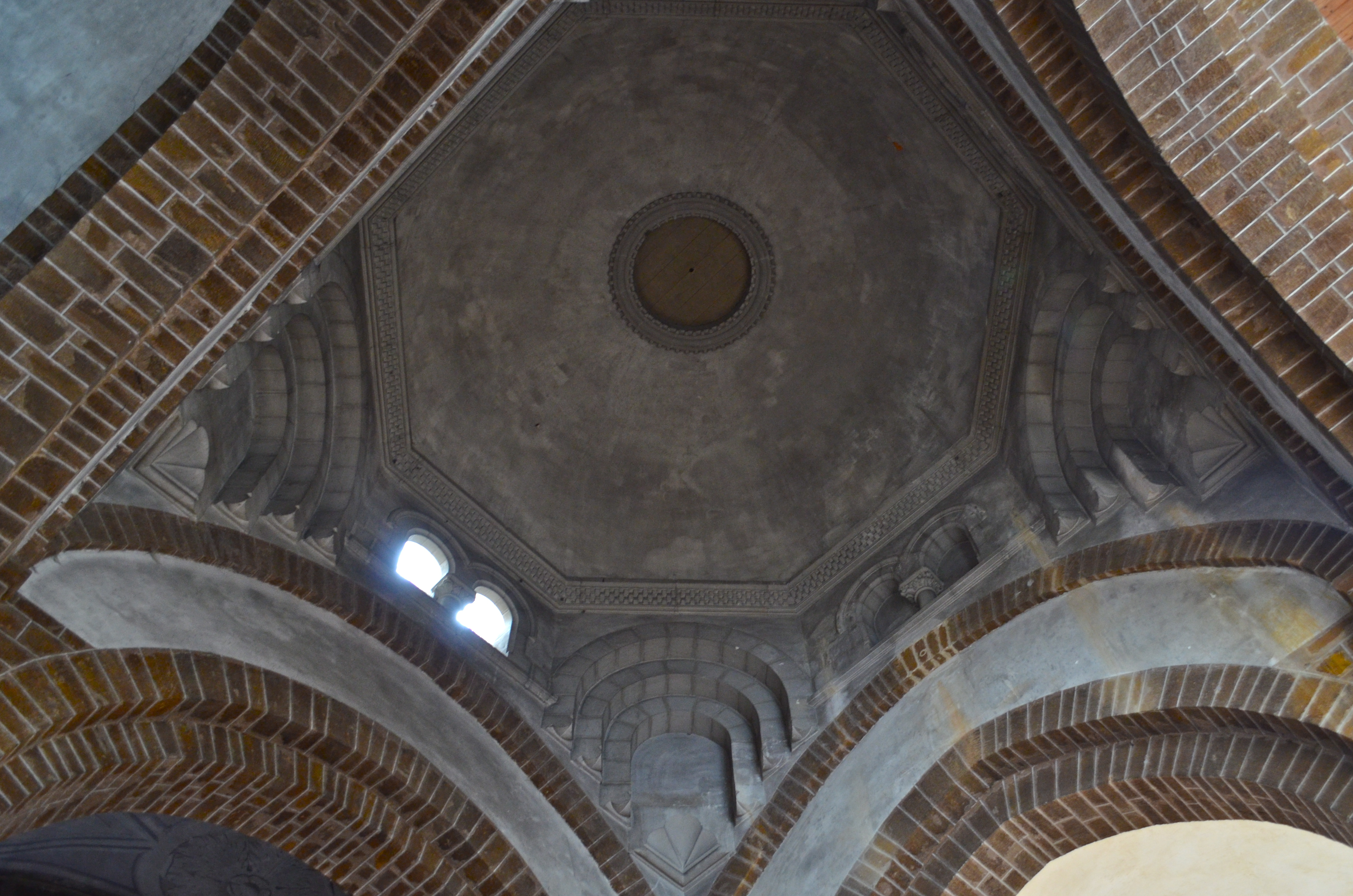
Coupole sur trompes.

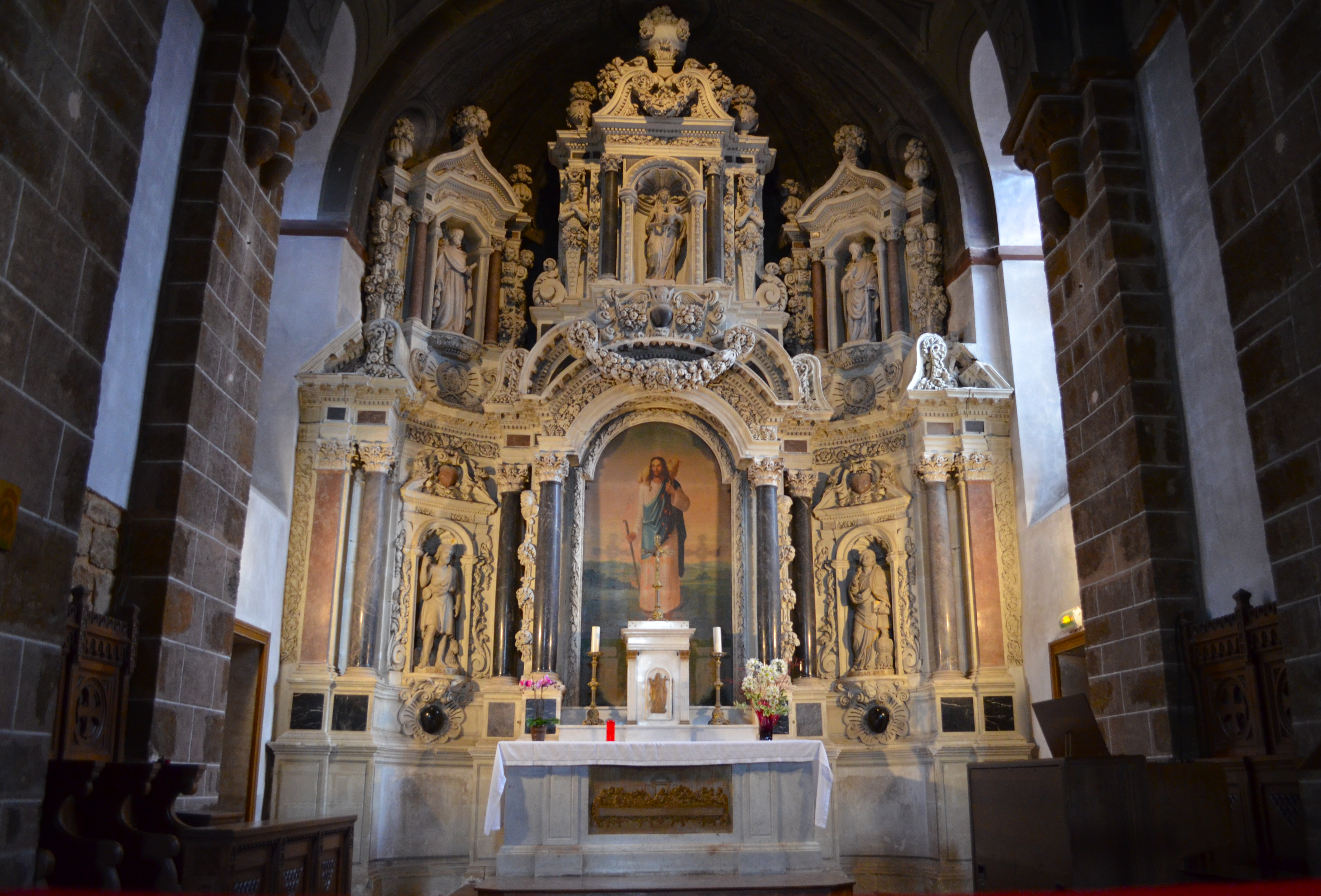
Chœur orné du maître-autel.

Le chœur ainsi que les bras du transept sont couverts en fausse voûte. La croisée du transept est surmontée par une fausse coupole en tuffeau. Cette fausse coupole est elle-même surmontée à l'extérieur par un clocher polygonal en tuffeau, coiffé d'une flèche en ardoises. On accède au clocher par un escalier à vis situé dans une tour dans-œuvre coiffée d'un toit polygonal.
La croisée de transept s'ouvre par quatre arcs brisés à triple rouleau retombant sur des piles complexes à colonnes jumelées engagées par des chapiteaux sculptés (animaux opposés, végétaux stylisés).
Les sacristies sont quant à elles réalisées en moellons de schiste encadrés par des chaînes d'angle en tuffeau.
A l'extérieur, l'abside est entourée par des contreforts plats reliés entre eux par des arcs de plein cintre encadrand les baies, formant une série d'arcatures aveugles autour de l'hémicycle (on retrouve la même dispositif à Saint-Pierre de Langon), rappelant l'architecture romane poitevine. La base du chœur est engoncée dans une construction moderne qui le cache en partie.

## Décor

### Autels

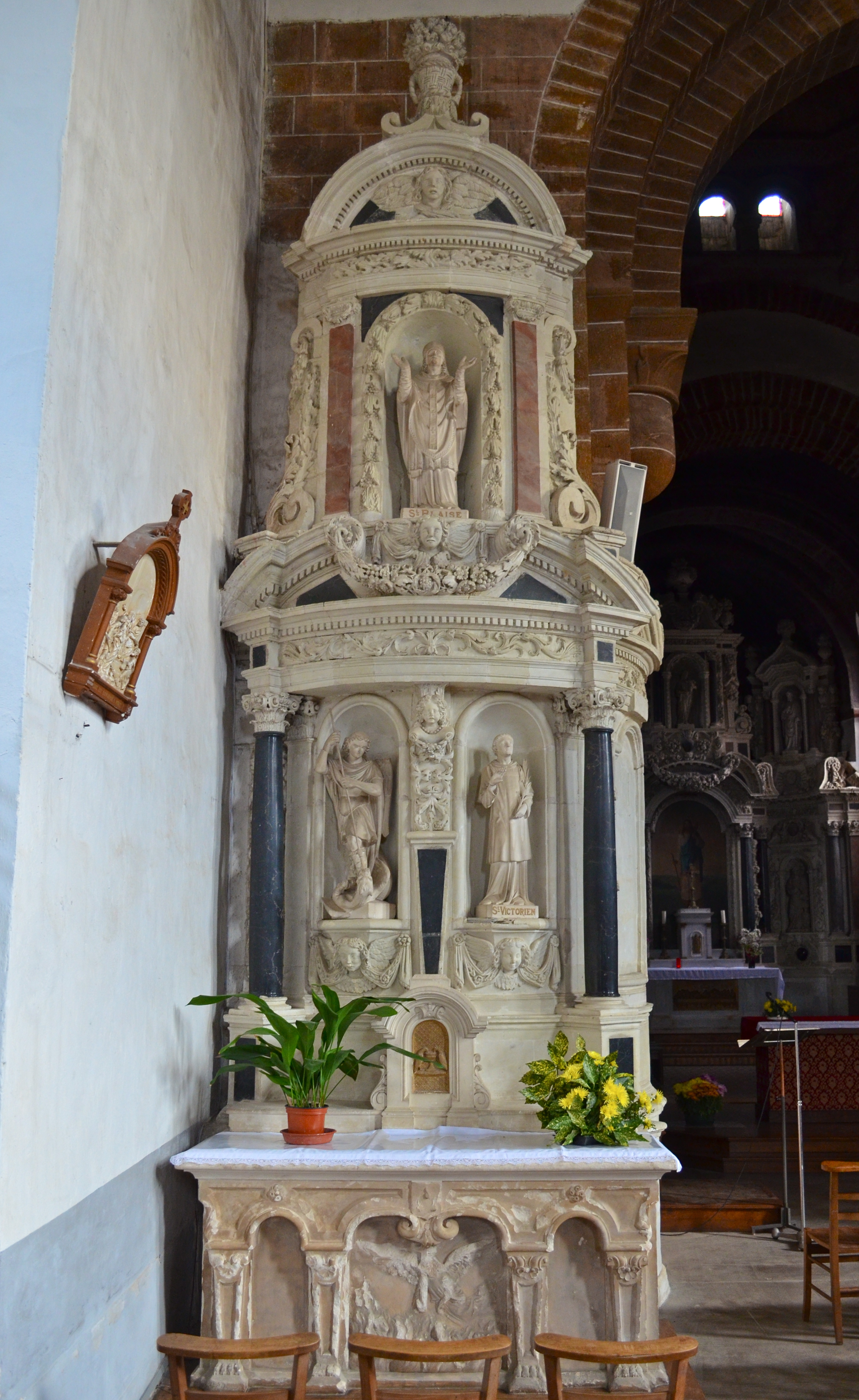
Autel de saint Blaise.

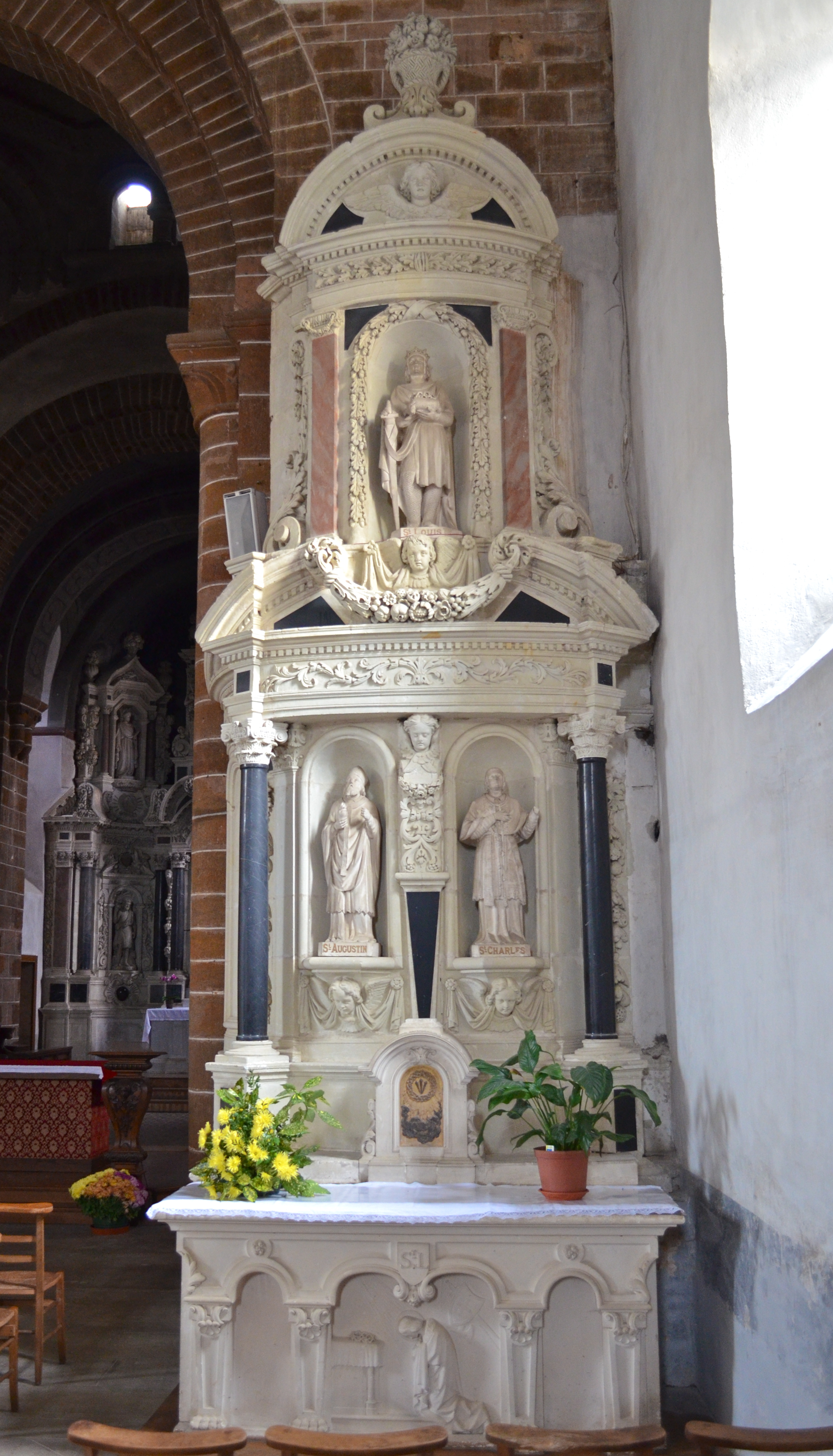
Autel de saint Louis.

La nef est décorée par deux autels précédant le transept. Du côté nord, l'autel dédié à saint Blaise comporte également une statue de saint Georges terrassant le dragon et une statue de saint Victorien. Du côté sud, l'autel de saint Louis comporte également les statues de saint Augustin et saint Charles.

Sculptures de saints
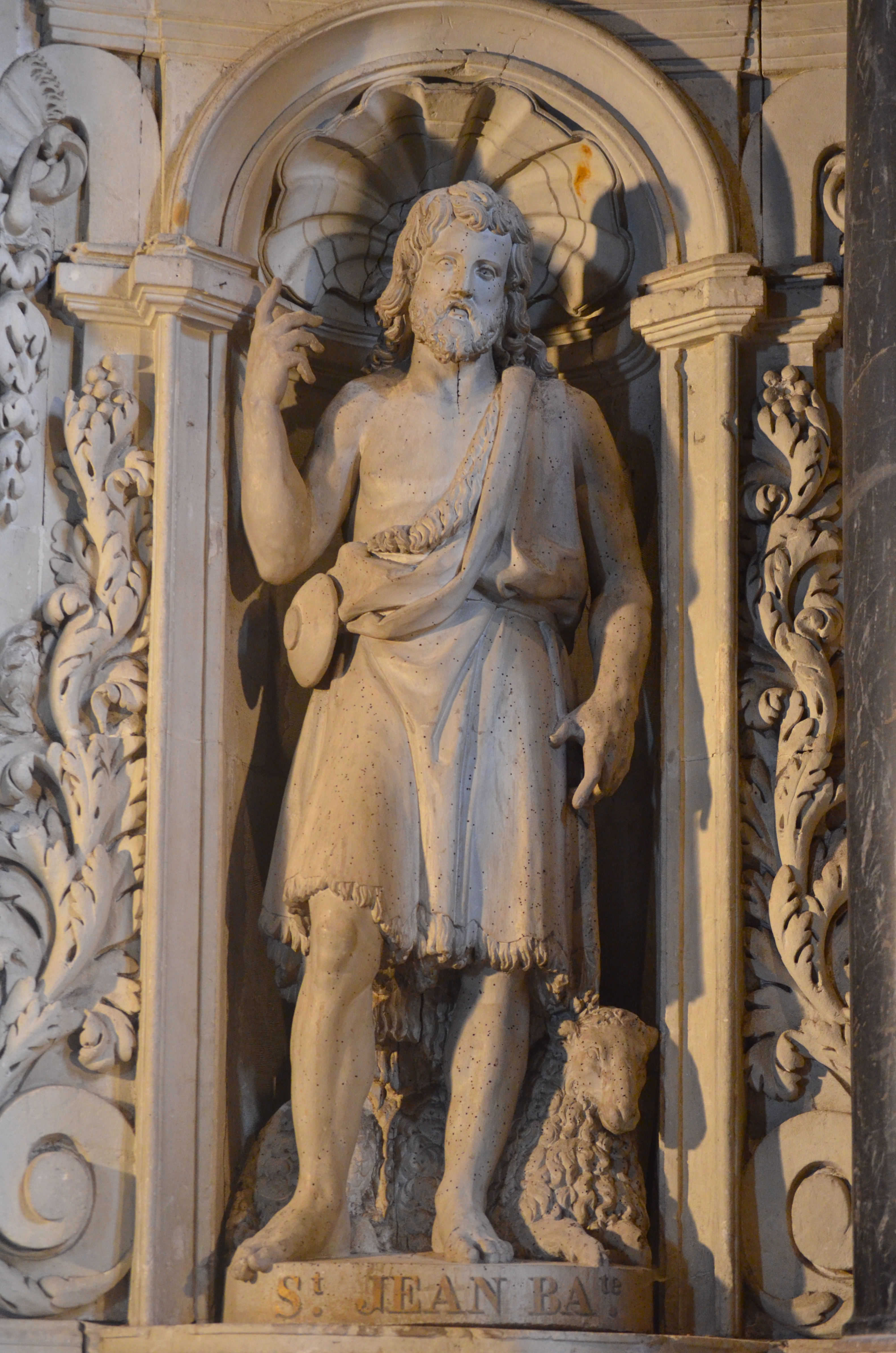
Saint Jean Baptiste (Maître-autel).
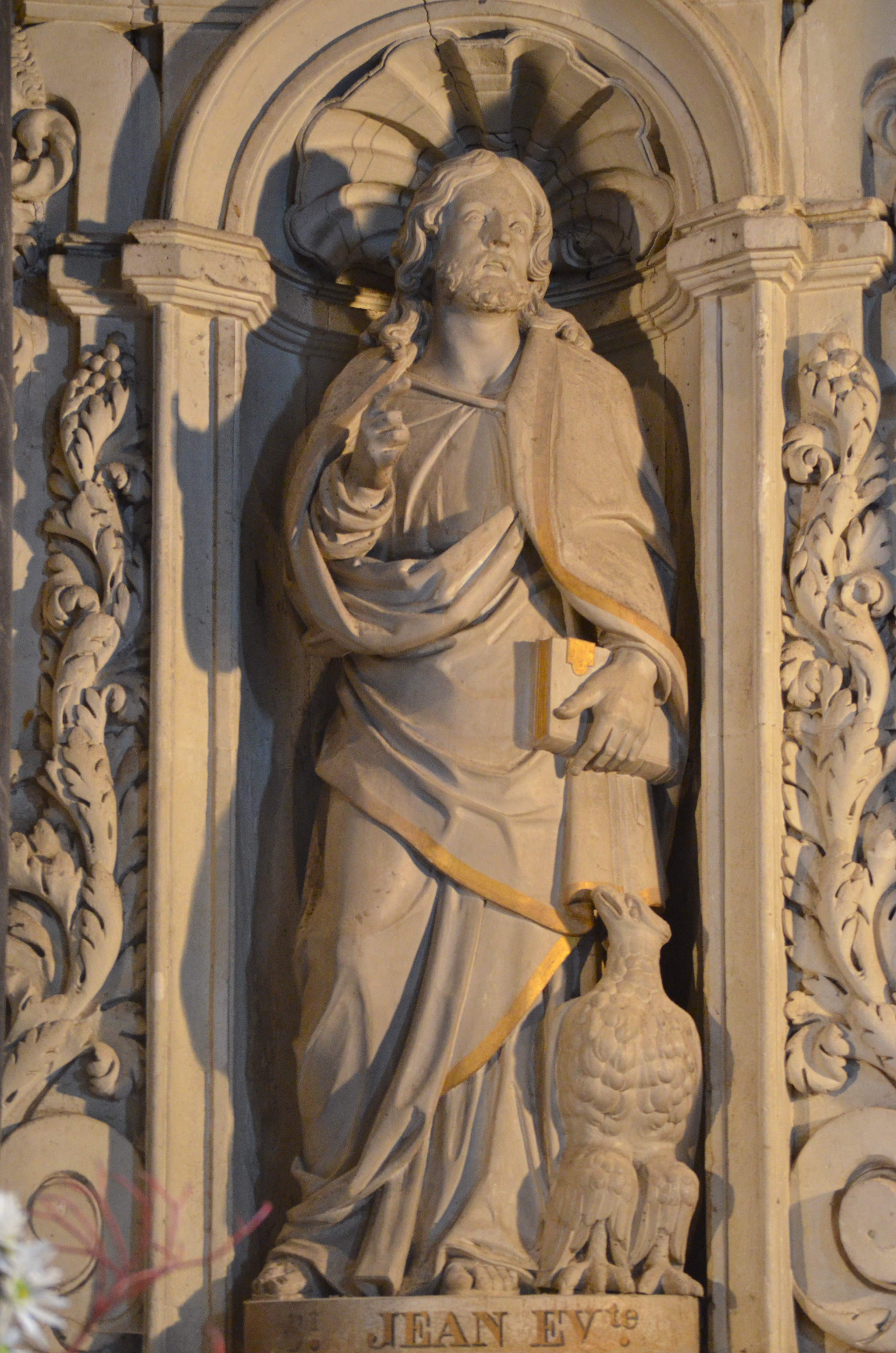
Saint Jean l'Évangéliste (Maître-autel).
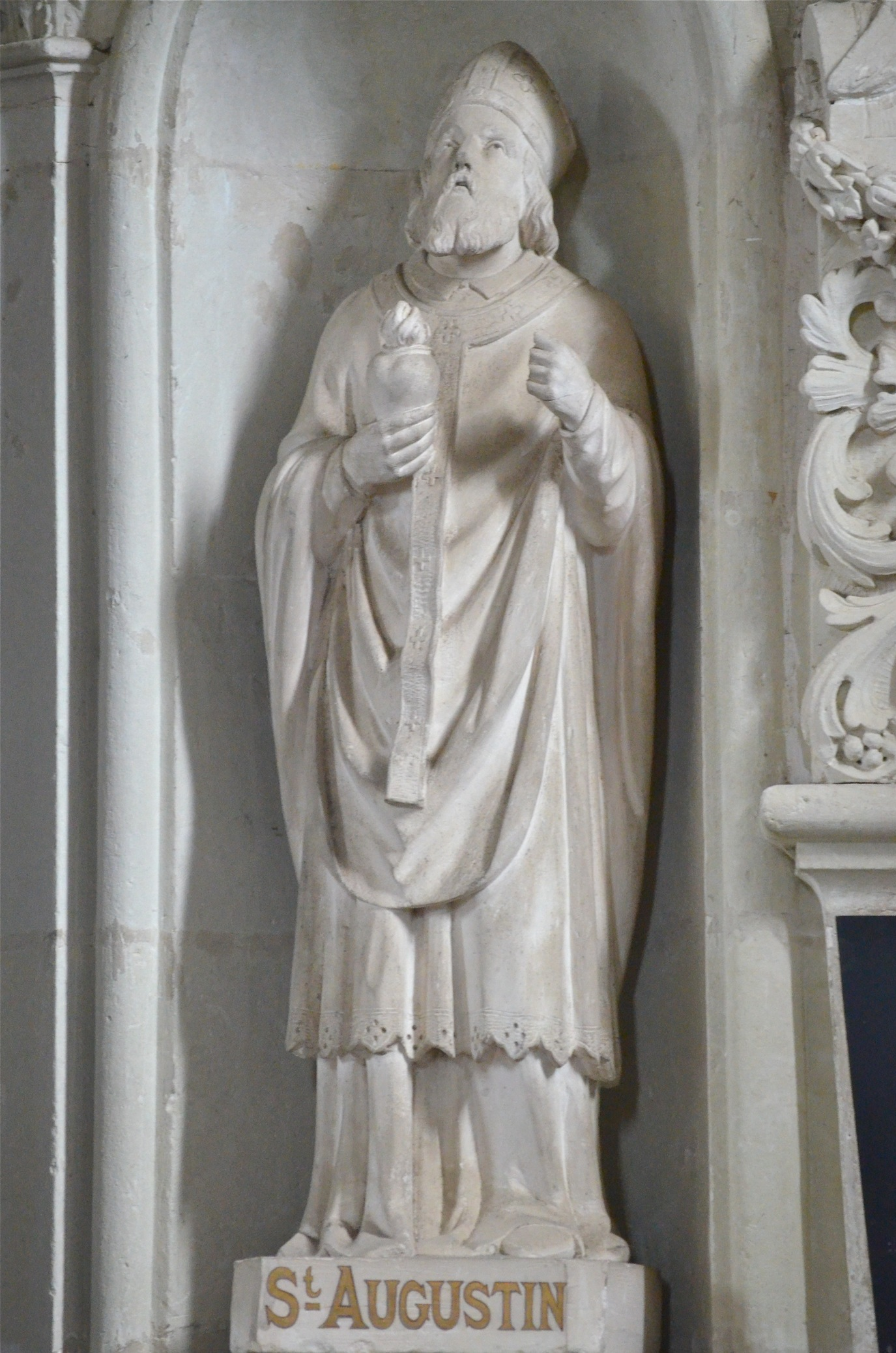
Saint Augustin.
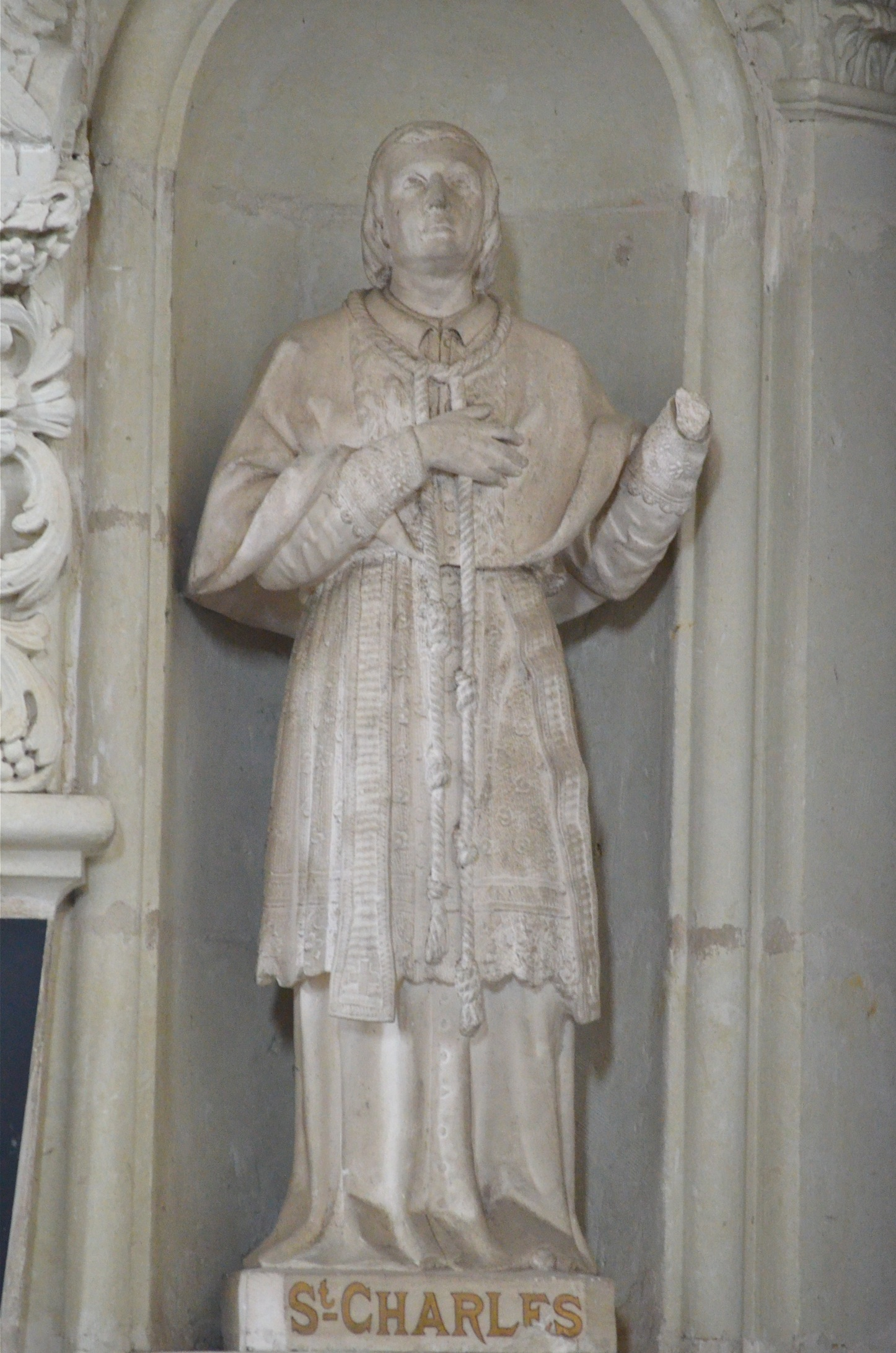
Saint Charles.
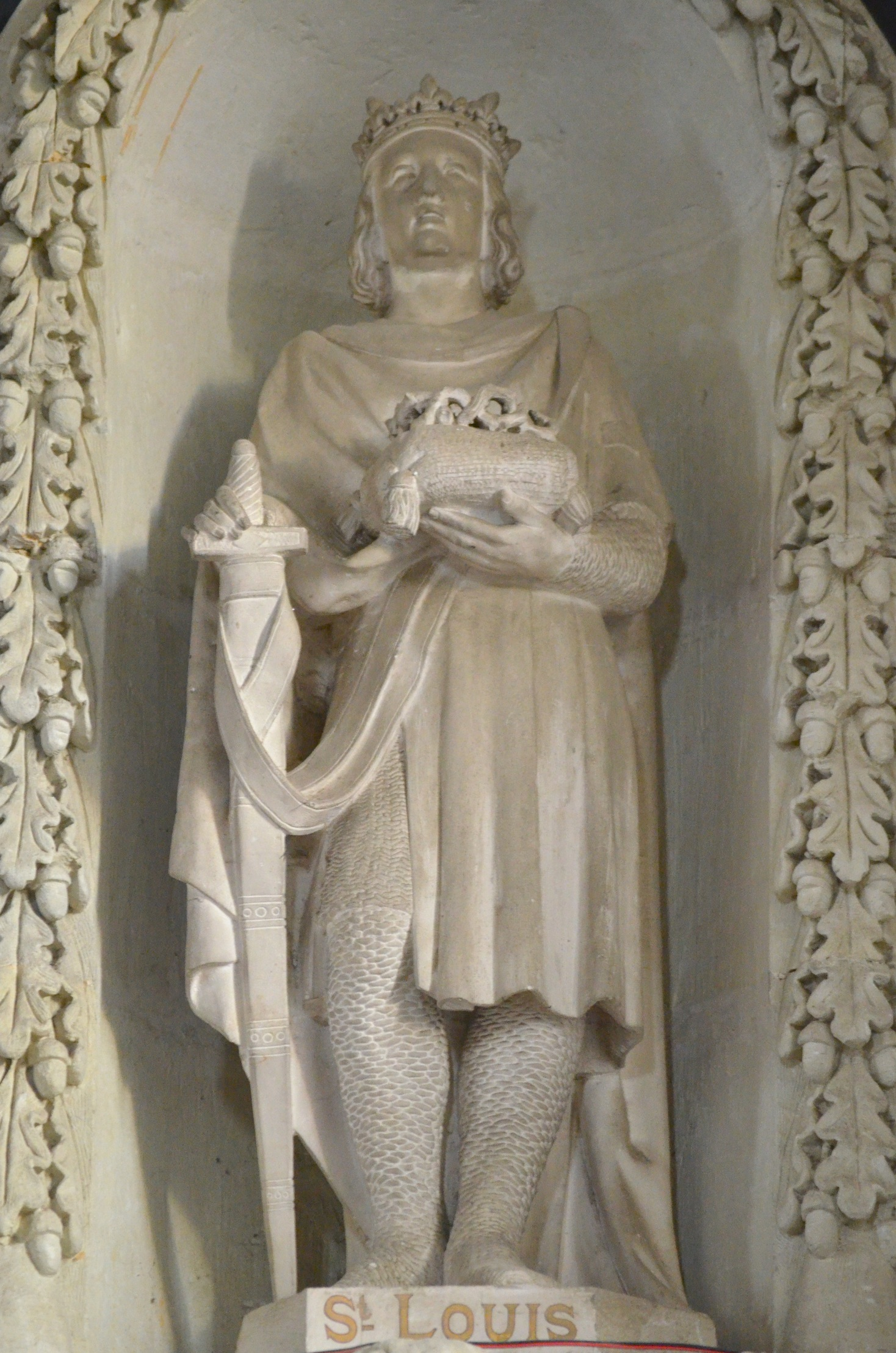
Saint Louis.

### Vitraux
Deux verrières ornent l'abside. L'une évoque les grandes scènes de la vie de saint Jean Baptiste : les promesses, la nativité, la prédication, le baptême de Jésus, la décollation et enfin Salomé, la fille d'Hérodiade qui exigea la tête du saint qu'elle tient sur un plateau. La verrière qui lui est opposée retrace la translation de saintes reliques, dont celles du martyr saint Victorien. Ce transfert précis eut lieu dans l'église même, le 31 janvier 1686.
Les deux autres vitraux de l'église se trouve dans les bras du transept. L'un honore sainte Anne, patronne de la Bretagne. Le second retrace la donation du couvent Saint-Sauveur par Brient et sa mère Innogwen aux moines de Marmoutier. La partie basse de ce vitrail est ornée du blason de la ville.

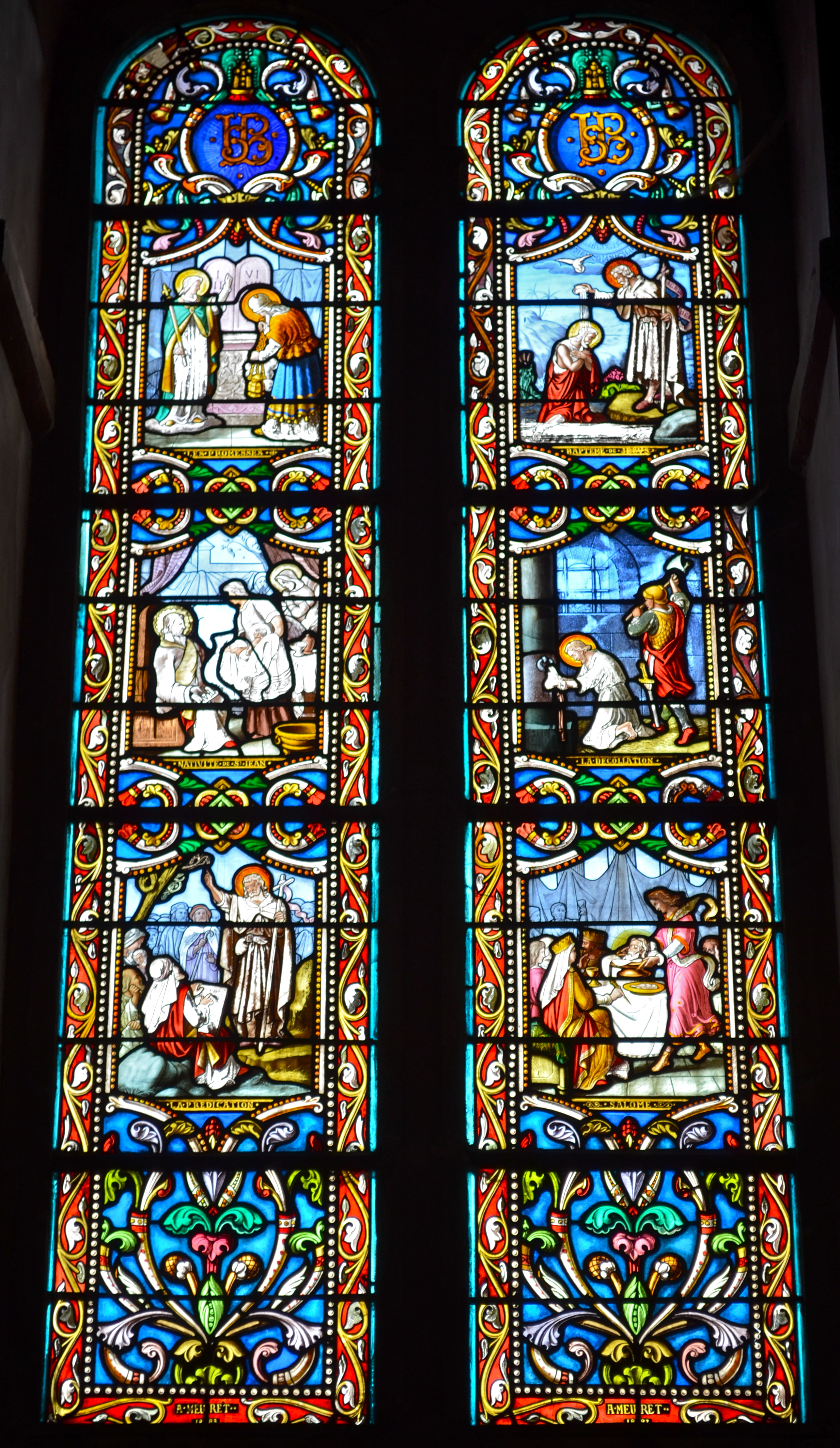
Scènes de la vie de saint Jean-Baptiste.
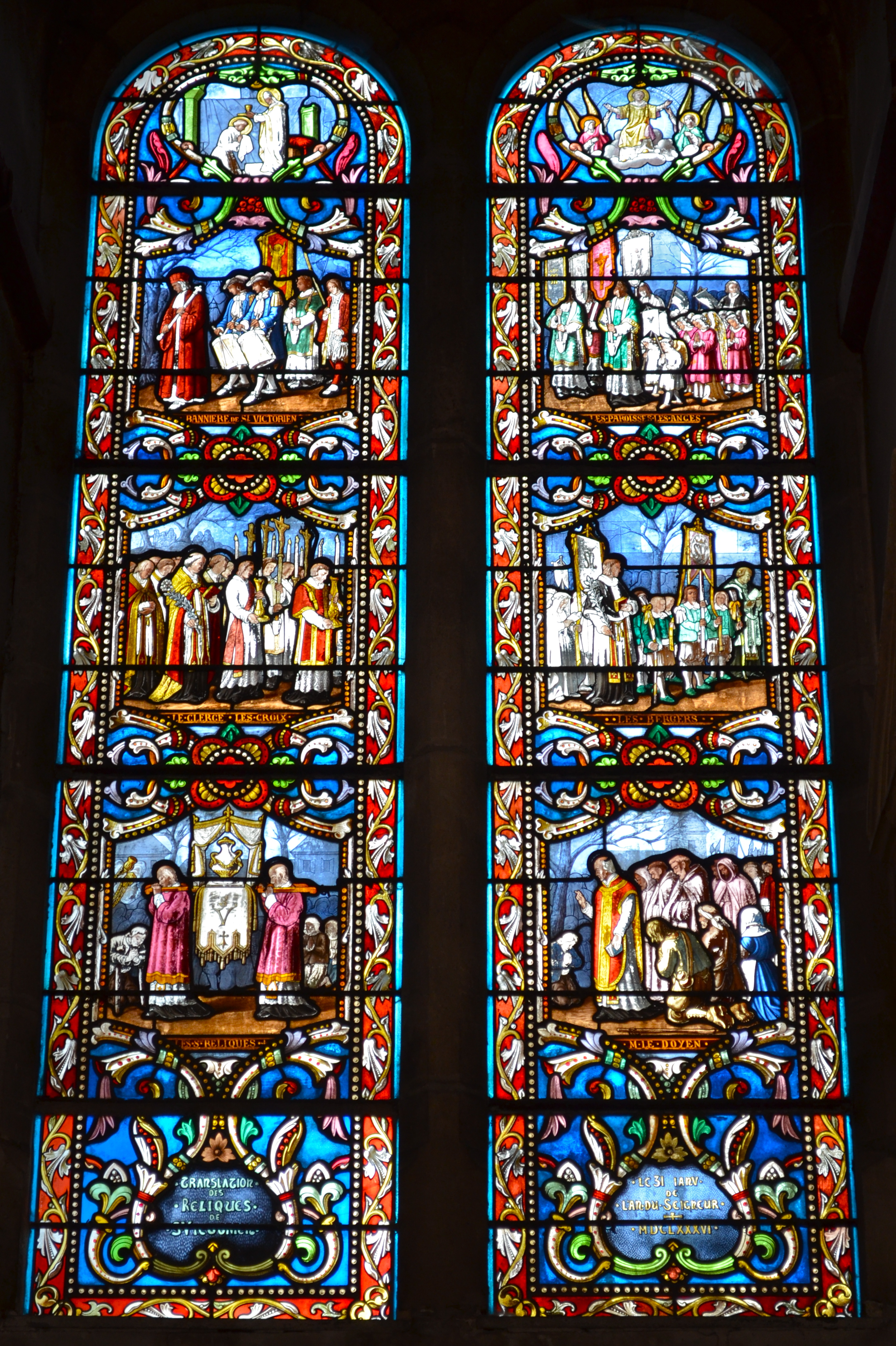
Translation des reliques de saint Victorien.
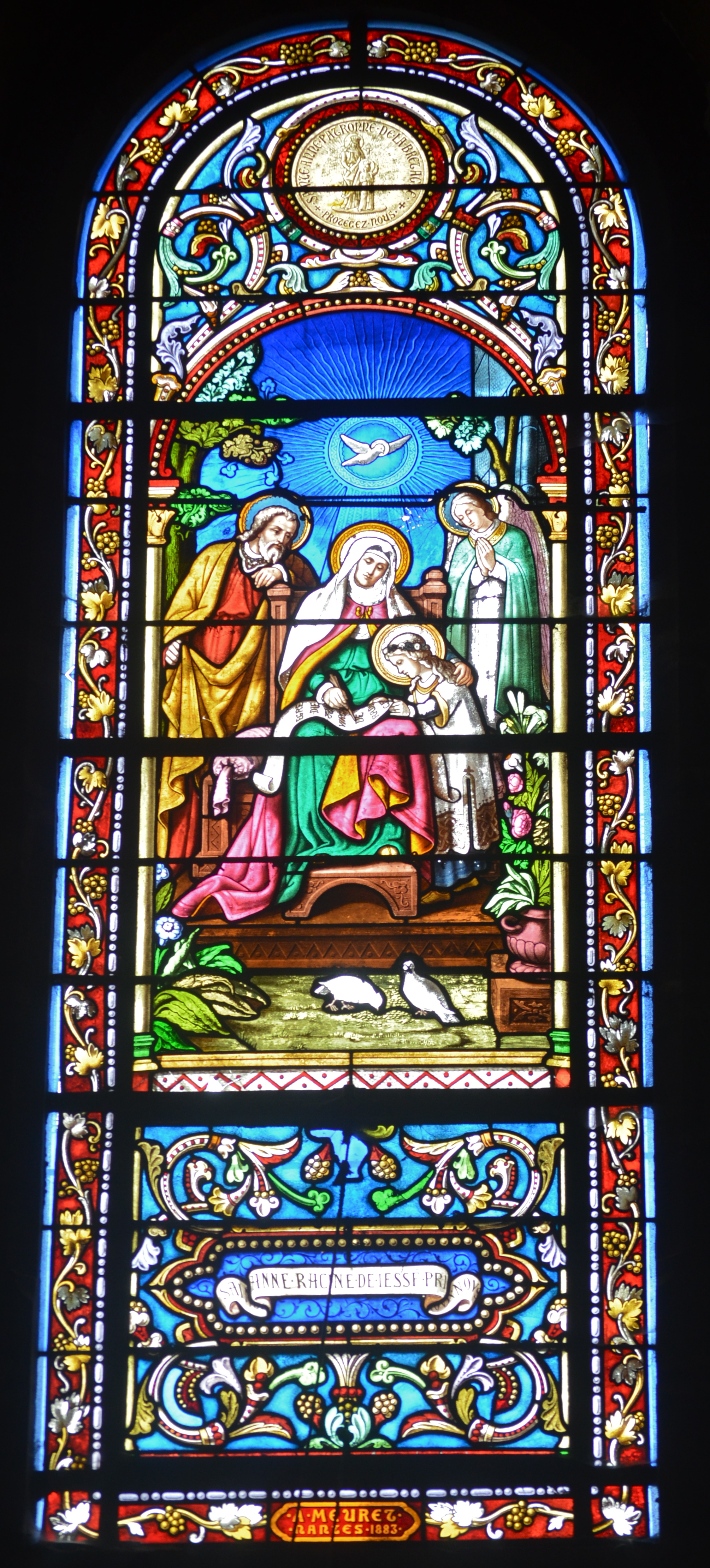
Sainte Anne, patronne de la Bretagne.
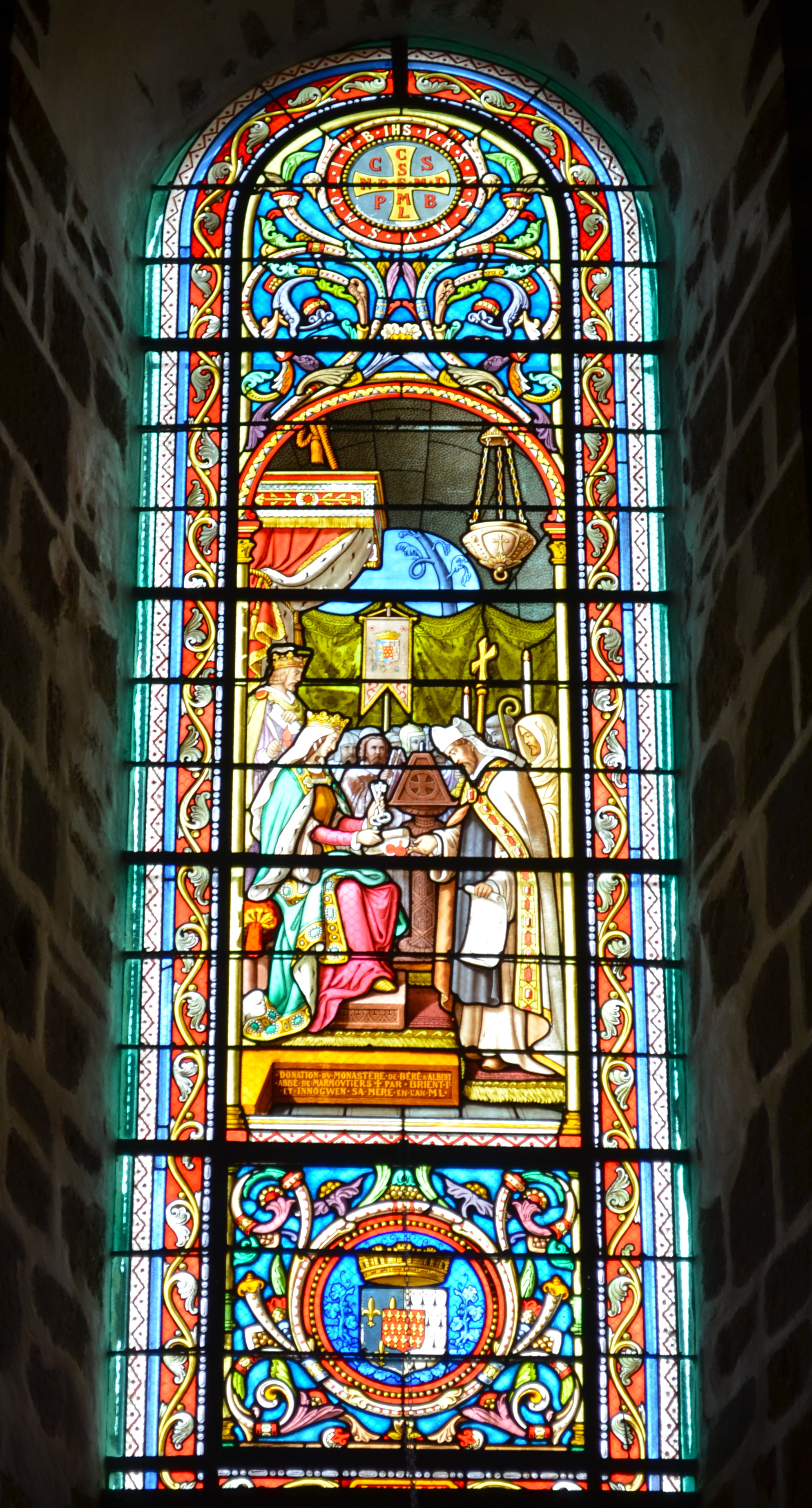
Donation du couvent Saint-Sauveur par Brient et sa mère Innogwen aux moines de Marmoutier.